# Ісла-Кардона
Ісла-Кардона, також відомий як острів Сор-Ізоліна-Ферре, — невеликий безлюдний острів, розташований за 1,30 морських миль на південь від материкового берега Пуерто-Рико, навпроти барріо Плая, на західній стороні від входу в гавань Понсе (Пуерто-Рико). Невеликий острів є частиною барріо Плая. Тут розташований острівний маяк Кардона  1889 року, який занесено до Національного реєстру історичних місць США. Разом з Каха-де-Муертос, Гатас, Морріліто, Ратонес, Ісла-дель-Фріо та Ісла-де-Жуеєс, Кардона є одним із семи островів, що належать до муніципалітету Понсе.

## Географія
Розташований на Баїя-де-Понсе, острів має площу 3,52 га. Острів, який іноді помилково називають ключем (або рифом), розташований на широті 17°57"24,3' і довготі -66°38'5,9' (широта 17,95672N, довгота: -66,634982W). Невелика відстань від берега материка робить Кардону популярною точкою висадки для таких водних змагань, як каякінг. Щороку острів відвідують десятки плавців на щорічних Cruce a Nado, міжнародних змаганнях з плавання, які спонсорує муніципальний уряд Понсе.

## Назва
Вважається, що назва «Кардона» походить від прізвища сім’ї доглядачів маяка, які проживали на острові протягом багатьох десятиліть. Незалежно від його походження, острів тепер також називають Сор-Ізоліна-Ферре на знак вдячності та пам’яті релігійної жінки, яка присвятила своє життя покращенню життя жителів барріо Плая, частиною якого є острів Кардона.

## Туризм
Острів можна побачити з оглядової вежі на набережній Ла-Гуанча, і до нього можна дістатися на приватному човні. З літа 2018 року туристи також мають можливість скористатися пором для поїздки на острів. Острів пропонує «гарне, приємне підводне плавання, кілька стежок для дослідження та маяк». Поїздки поромів припинилися в січні 2020 року після сильного землетрусу в цьому районі, але відновилися через шість місяців. Острів управляється Департаментом природних і екологічних ресурсів Пуерто-Рико.

## Географія і клімат
Острів переважно низький, вкритий хмизом. Клімат сухий, на острові є сухі ліси.

## Чорний щур
У 2010 році Пуерто-риканське орнітологічне товариство і Яхт-рибальський клуб Понсе розпочали кампанію з викорінення чорного щура з острова.